# Dos cangrejos
Dos cangrejos (en neerlandés: Twee krabben) es un cuadro de Vincent van Gogh realizado en 1889. Se trata de un bodegón de dos cangrejos, uno boca arriba y otro erguido, con un fondo verde.  La obra es óleo sobre lienzo de 47 cm alto y 61 cm de ancho. 
Se cree que van Gogh pintó esta obra después de su alta hospitalaria en enero de 1889. Posiblemente se inspiró en una estampa japonesa de un cangrejo de Hokusai que había visto en la revista Le Japon Artistique, que le había enviado su hermano Theo van Gogh en septiembre de 1888. 
La pintura se encuentra en la colección de la National Gallery de Londres, a préstamo de un coleccionista privado. 

## Obra relacionada
Un cangrejo de espaldas, un bodegón de un cangrejo acostado boca arriba, es una pintura relacionada de van Gogh. Está en la colección del Museo Van Gogh de Ámsterdam. 